# Silvestrismo

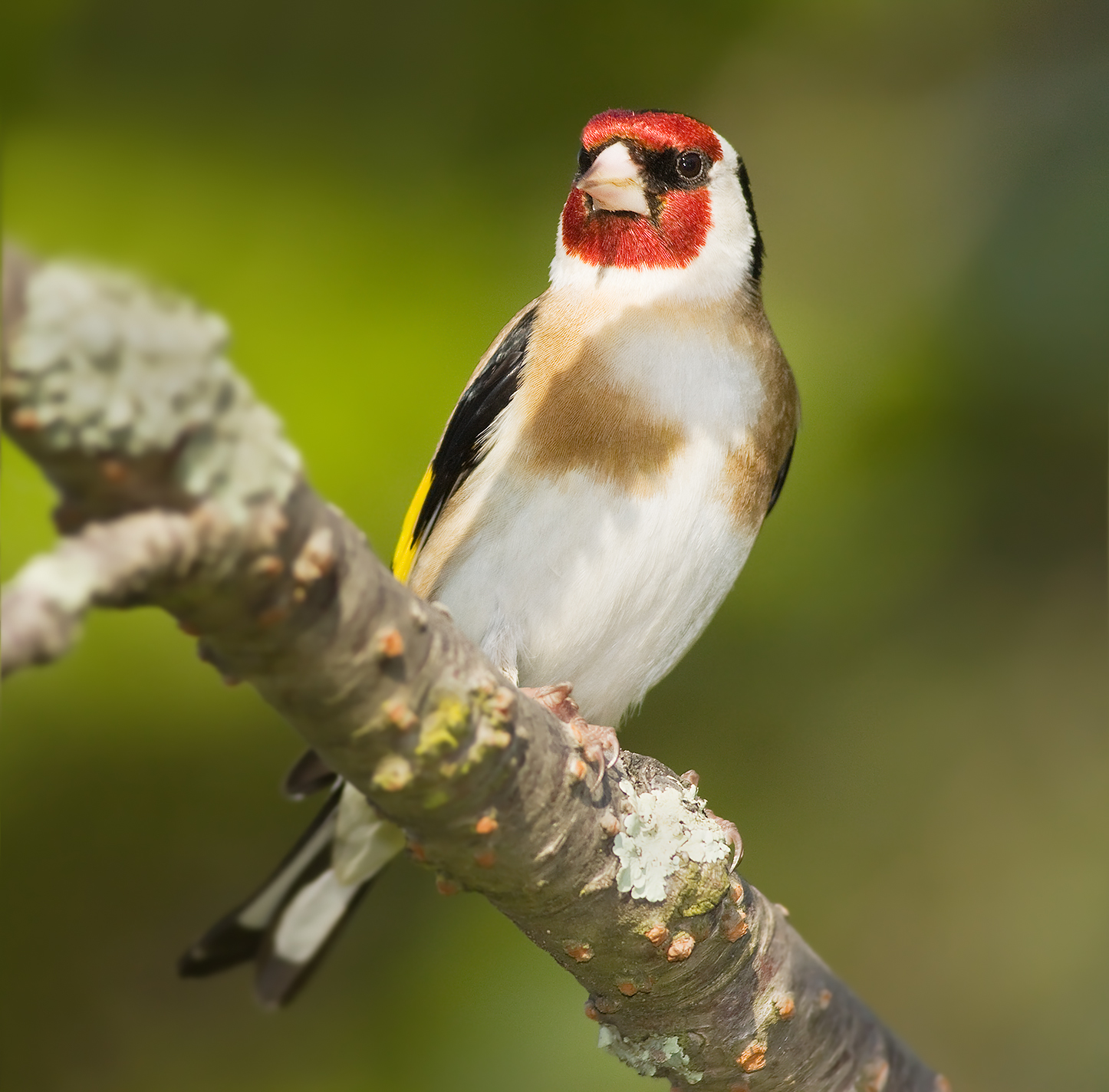
Un ejemplar de Jilguero común (Carduelis carduelis)

El silvestrismo es la afición a la captura y cuidados en cautividad de ciertos pájaros de campo, pertenecientes a la familia de los fringílidos, con el objeto de su adiestramiento al canto.

## Especies para silvestrismo
Las especies usadas por los silvestristas dependen de la zona geográfica. En España son principalmente:
- Jilgueros
- Canarios silvestres
- Pinzones
- Verderones
- Verdecillos
- Lúganos
- Camachuelos
- Pardillo común

## Legalidad
El silvestrismo está amparado legalmente por el artículo 9 de la Directiva de Aves (DIRECTIVA 2009/147/CE DEL PARLAMENTO EUROPEO Y DEL CONSEJO) al contemplar dicho artículo la excepción a la prohibición de capturas si no hay otra solución satisfactoria, y por el artículo 61 de la Ley 42/2007, de 13 de diciembre, del Patrimonio Natural y de la Biodiversidad, que también contempla la excepción a la prohibición de las capturas.